# Anton Harapi
Anton Harapi (Shiroka, 5 gennaio 1888 – Tirana, 20 febbraio 1946) è stato un religioso, politico e scrittore albanese. Apparteneva all'Ordine francescano della Chiesa cattolica, e fu un collaboratore delle potenze dell'Asse durante la seconda guerra mondiale.

## Vita

### Primi anni
Anton Harapi nacque il 5 gennaio 1888 a Shiroka; studiò, invece, a Scutari. Frequentò inoltre la scuola di secondo grado presso le scuole monastiche francescane di Merano e Hall in Tirol. Studiò anche teologia a Roma. Anton Harapi promosse e rispettò le diversità religiose dell'Albania, poiché la religione non era mai stata fonte di divisione e si vedevano come un'unica "fratellanza di sangue".
Dal 1923 al 1931, insegnò al collegio francescano di Scutari, di cui fu anche direttore. Anton Harapi scrisse il libro intitolato Andrra e pretashit, tradotto come "Il sogno di Pretash". È basato su un sogno di Pretash Cuka Berishaj, un montanaro del villaggio di Priften nelle montagne di Gruda; Anton Harapi lavorò nelle vicinanze, nella chiesa Kisha Grudes, una delle chiese più antiche di tutti i Balcani. Anton Harapi era molto stimato per il suo patriottismo e la sua persuasività. Era stimato anche per la profondità e l'eloquenza dei suoi discorsi e per la sua erudizioni in argomenti filosofici.

### La seconda guerra mondiale

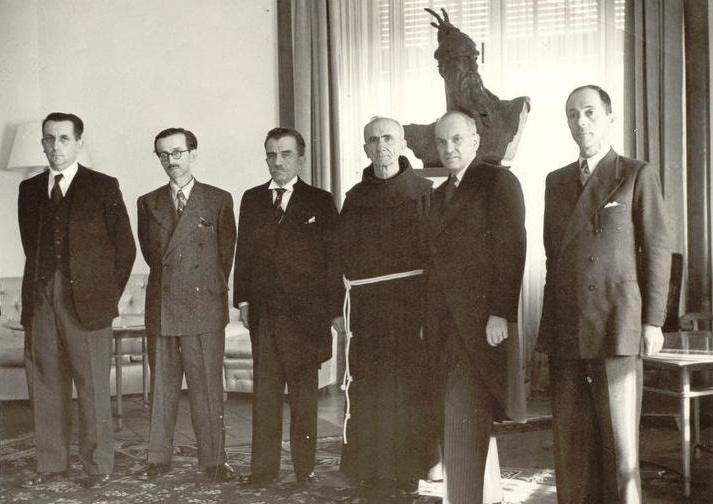
Membri del Gabinetto albanese - da destra a sinistra: Fuat Dibra, Mihal Zallari, Mehdi Frashëri, Father Anton Harapi, Rexhep Mitrovica e Vehbi Frashëri

Dopo che il protettorato italiano in Albania fu ufficialmente sciolto, l'Albania fu dichiarata uno stato indipendente, noto come regno d'Albania (1943–44). L'assemblea annunciò che l'Albania sarebbe stata governato da un governo di quattro persone, cioè un rappresentante per ciascuna della quattro comunità religiose albanesi. I cattolici albanesi erano rappresentati dal priore dei francescani di Scutari, padre Anton Harapi, il quale mantenne i contatti sia con i kosovari che i partigiani albanesi. Dopo aver saputo della nomina, i partigiani cercarono senza successo di convincerlo a non accettare. Hermann Neubacher sembra abbia sviluppato un rapporto personale con Harapi, in parte perché Harapi aveva studiato nella scuola monastica di Merano e Hall in Tirol.
La guida del consiglio era inizialmente prevista a rotazione, ma Anton Harapi affermava che come monaco cattolico non poteva accettare alcuna carica in cui sarebbe stato costretto ad applicare la pena di morte.

### Morte
Dopo che i partigiani dichiararono la vittoria a Tirana e i tedeschi cominciarono a ritirarsi, Hermann Neubacher consigliò ad Anton Harapi di lasciare il paese e mise a disposizione il suo aereo. Harapi lo ringraziò, ma gli disse che Dio lo aveva chiamato per essere dov'era e, se quello era il volere di Dio, sarebbe morto dove erano i suoi doveri pastorali.
I comunisti, che lo cercavano dappertutto, irruppero nella sua casa, dove alloggiava, ma non riuscirono a trovarlo. Prima di partire, notarono dei denti finti in un bicchiere d'acqua e chiesero spiegazioni al padrone della casa. Quando cominciarono a maltrattare i padroni di casa, Harapi uscì fuori dal suo nascondiglio e si arrese.
Il 14 febbraio 1946, padre Anton Harapi, insieme al membro del Consiglio di reggenza Lef Nosi e all'ex-Primo ministro Maliq Bey Bushati furono condannati a morte dal Tribunale militare di Tirana, perché accusati di essere traditori al servizio dell'Italia e della Germania. La corte era presieduta dal giudice generale Irakli Bozo e l'accusa fu rappresentata da Misto Treska. Il Tribunale militare chiese la loro esecuzione e la confisca dei loro beni in quanto collaboratori dell'Asse. Di notte furono portati dalla loro cella al plotone di esecuzione e sparati. Furon seppelliti in una fossa senza nome in un'ignota località nella periferia di Tirana.